# Danmark planter træer
Danmark planter træer var et dansk tv-indsamlingsprogram afholdt lørdag 14. september 2019, som havde til formål at plante 1 million nye træer i Danmark og øge klimabevidstheden. Begivenheden regnes for at være den første i verden, hvor et land samlede ind til fordel for klimaet.

Eventet blev sendt live over 2½ time på TV2 fra skovtårnet i Haslev midt i åben skov. Der var musikalske optræden fra Medina, Tøsedrengene og Nicklas Sahl, og kendte gæster som Andreas Bo, Frederik Fetterlein og BS Christiansen. Statsminister Mette Frederiksen plantede et af de første træer.

Resultatet var indsamlede midler til 914.233 træer, som næsten nåede målet på 1 million træer. TV2 holdt imidlertid indsamlingen åben, og 3 uger senere den 4. oktober gav en anonym person 1.7 million kr, således at målet på 1 million træer blev nået.
Indsamlingen blev udviklet af produktionsselskabet Tiki Media. Og træerne bliver plantet af organisationen Growing Trees i samarbejde med Danmarks Naturfredningsforening.

## International omtale
Klima-indsamlingen blev bemærket over hele verden. CNN's international korrespondent Christiane Amanpour roste initiativet på twitter. Hollywood-skuespilleren Ashton Kutcher kaldte indsamlingen for "A fantastic initiative" på Facebook. Og international medier som dækkede begivenheden var blandt andre Le Monde i Frankrig, Time Magazine, The Guardian, The Indian Express, The Jakarta Post i Indonesien, La libre i Belgien, CGTN i Kina, BBC World News og mange andre.